# Cantando llegó el amor
Cantando llegó el amor es una película argentina en blanco y negro dirigida por James Bauer sobre su propio guion basado en la novela El celoso extremeño de Miguel de Cervantes Saavedra que se estrenó el 1° de septiembre de 1938 y que tuvo como protagonistas a Agustín Irusta y Fanny Navarro.

## Sinopsis
Un millonario sesentón se casa con una joven y la encierra en su mansión junto a dos amigas, para que no les falte compañía.

## Reparto
- Agustín Irusta
- Arturo Arcari
- Amalia Bernabé
- Rafael J. de Rosas
- Aurora Gibellini
- Aurelia Musto
- Perla Mux
- Fanny Navarro
- Vicente Álvarez
- Juan Pecci
- Ricardo de Rosas
- Miguel Di Carlo

## Comentarios
Para Manrupe y Portela el filme es una "comedia musical por debajo de un nivel aceptable" y Calki en Crítica escribió:

"Esta mezcla de cuento y comedia musical que, aparte del lenguaje y la nacionalidad de los intérpretes, no tiene una sola nota por la que pueda llamársele nacional… ocupa un plano sólo discreto"